# قطعنامه ۷۲۷ شورای امنیت
قطعنامه ۷۲۷ شورای امنیت سازمان ملل متحد که در تاریخ ۰۸ ژانویه ۱۹۹۲ تصویب شد، سندی بین‌المللی دربارهٔ جمهوری فدرال سوسیالیستی یوگسلاوی است. این قطعنامه طی نشست ۳۰۲۸ام با ۱۵ رای موافق، ۰ مخالف و ۰ ممتنع تصویب شد.